# Ernest Lluís IV de Hessen-Darmstadt
Ernest Lluís IV de Hessen-Darmstadt (Darmstadt 1868 - 1937). Fou l'últim gran duc sobirà de Hessen i del Rin altrament dit de Hessen-Darmstadt des de 1892 fins al 1918 quan es produí la seva abdicació.
Nascut el 25 de novembre de 1868 al Nueus Palais de Darmstadt era fill del gran duc Lluís IV de Hessen-Darmstadt i de la princesa Alícia del Regne Unit. Era en conseqüència, net de la reina Victòria I del Regne Unit i del príncep Albert de Saxònia-Coburg Gotha.
La mort i les desgràcies personals estigueren molt vinculades al gran duc des de ben aviat de la seva vida. Als cinc anys, el seu únic germà baró, el príncep Frederic de Hessen, moria després de caure, en presència d'Ernest Lluís, d'un balcó d'una altura considerable, la mort però arribà com a conseqüència que ell era hemofílic i les ferides no pogueren coagular. Aquest mort causà una gran impressió a Ernest Lluís que escrigué: "Quan jo morí, tu pots morir també, i tots els altres. Perquè no podem morir tots junts? Jo no vull morir sol com ho va fer en Frittie".
La mort però continuà afectant-li i quant tenia deu anys una epidèmia de diftèria afectà Darmstadt. Únicament la princesa Elisabet de Hessen-Darmstadt se'n deslliurà, i d'aquesta morí la seva mare i la seva germana, la princesa Maria de Hessen. Després de la mort de la seva mare, la reina Victòria I del Regne Unit supervisà personalment la seva educació.
Al llarg de la seva vida molts dels seus familiar directes tingueren una mort prematura: la princesa Elisabet de Hessen-Darmstadt fou assassinada pel bolxevics, la princesa Alexandra de Hessen-Darmstadt i la seva família moriren a Iekaterinburg assassinats pels bolxevics, la seva filla morí de febre tifoide a Polònia i finalment la família del seu fill gran i la seva segona muller morí en un accident aeri a Bèlgica.
L'any 1892 Ernest Lluís va succeí el seu pare com a gran duc de Hessen-Darmstadt. Aviat la necessitat d'assegurar la continuïtat de la casa gran ducal feu que hagués de començar a buscar muller. A través d'un seguit d'esforços de la reina Victòria I del Regne Unit el jove gran duc es comprometé amb la princesa Victòria Melita del Regne Unit.
Victòria Melita del Regne Unit era princesa del Regne Unit i de Saxònia-Coburg Gotha, era filla del duc Alfred del Regne Unit i de la gran duquessa Maria de Rússia. La parella es casà el 1894 a la catedral de Darmstadt. La parella tingué una única fills:
- Elisabet de Hessen-Darmstadt, nascuda a Darmstadt el 1895 i morta a la casa de camp del tsar a Polònia el 1903.

Malgrat que els interessos comuns de la parella era importants, l'art, la literatura, els viatges... no existia entre ells cap tipus d'atracció. Mentre el gran duc era homosexual, la princesa estava enamorada del que seria el seu segon espòs, el gran duc Ciril de Rússia. Així l'any 1901 després que la princesa tingué un avortament natural, la Cort Suprema de Hessen dictaminà el divorci per mútua antipatia. La princesa declarà que: "Ningú n'estava salvat, des de l'encarregat de l'estable fins a l'ajudant de cuina. Ell flirtejava obertament amb tothom".
Ernest Lluís es tornà a casar el 1905 amb la princesa Elionor de Solms-Braunfels, amb qui tingué dos fills:
- Jordi Donatus de Hessen-Darmstadt. Nascut a Darmstadt el 1937 i mort en un accident aeri el 1939 a Bèlgica. Es casà amb la princesa Cecília de Grècia.

- Lluís de Hessen-Darmstadt. Nascut el 1908 a Darmstadt i mort el 1968. Es casà el 1937 amb Margaret Campbell Geddes.

Malgrat tot, al llarg de la seva vida potencià enormement l'establiment d'una colònia d'art modernista a Darmstadt. El seu patronat permeté que la colònia d'artistes es pogués expansionar per tot Europa i fins i tot a Rússia a través de la germana del gran duc, la tsarina Alexandra de Hessen-Darmstadt, que creà dues habitacions a Tsàrskoie Seló d'art modernista alemany.
El gran duc escrigué una important quantitat de poemes, obres de teatre i composicions de piano de gran qualitat artística. Durant la Primera Guerra Mundial serví a l'exèrcit alemany. L'any 1918 es veié obligat a abdicar.
L'octubre de 1937 el gran duc va morir al castell de Wolfsgarten prop de Darmstadt. Malgrat que feia gairebé dinou anys que no regnava, va rebre funerals d'estat que foren monopolitzats pels nacionalsocialistes convertint-los en una manifestació d'adicció. Fou enterrat a la cripta familiar de Rosenhohe.